# Josh Dannhauser
Joshua Patrick Dannhauser connu sous le nom de Josh Dannhauser, né le 4 février 1998 à Durban, est un nageur sud-africain. 

## Carrière
Josh Dannbauser obtient la médaille d'or du 4 x 200 mètres nage libre ainsi que la médaille de bronze des 800 et 1 500 mètres nage libre aux Championnats d'Afrique de natation 2016 à Bloemfontein.